# 1000-km-Rennen von Spa-Francorchamps 1975

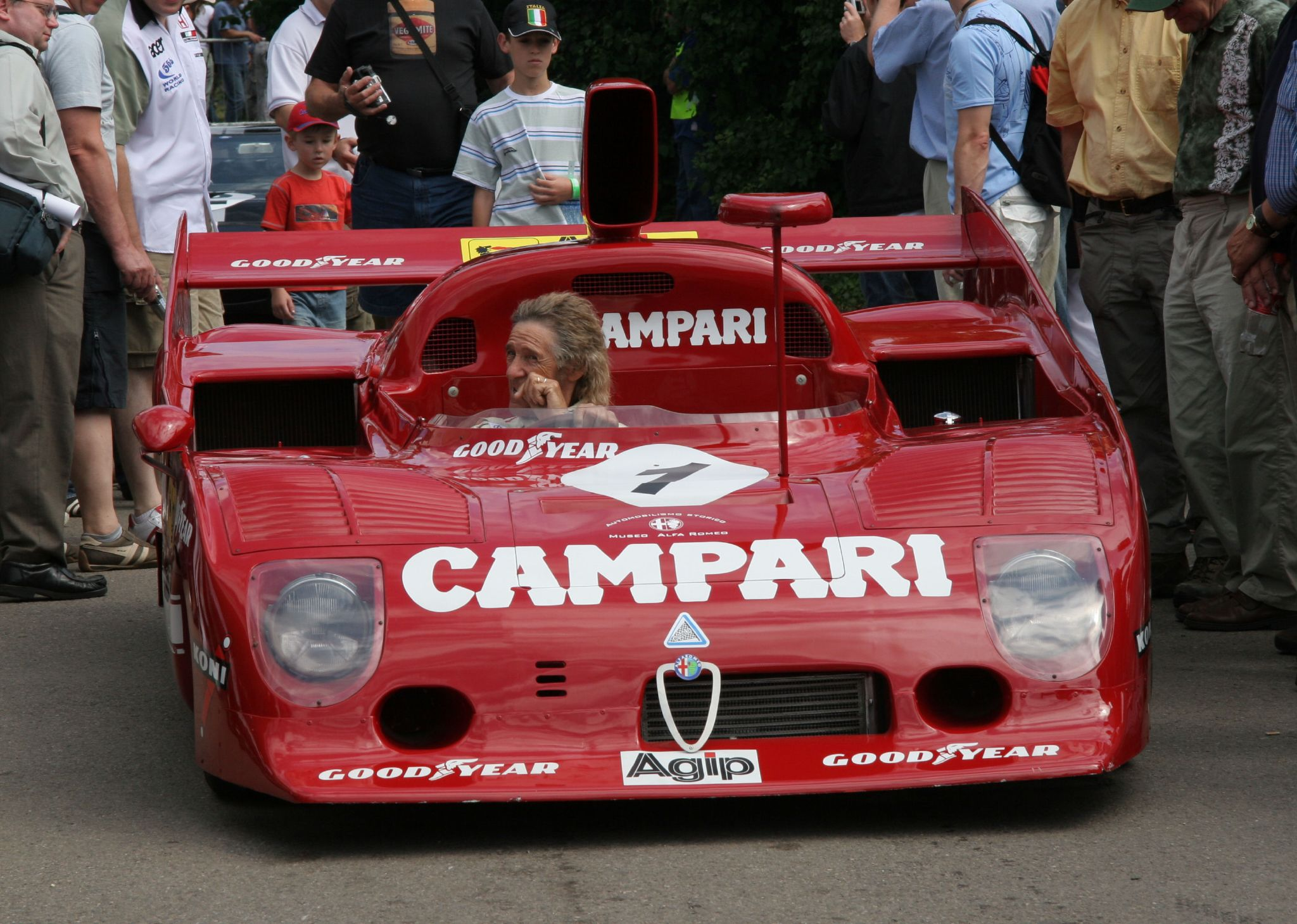
Arturo Merzario im Alfa Romeo T33/TT/12 beim Goodwood Festival of Speed 2006

Das zehnte 1000-km-Rennen von Spa-Francorchamps, auch Grand Prix de Spa, Circuit National de Francorchamps, fand am 4. Mai 1975 auf dem Circuit de Spa-Francorchamps statt und war der fünfte Wertungslauf der Sportwagen-Weltmeisterschaft dieses Jahres.

## Das Rennen
Der Weltmeisterschaftslauf in Spa-Francorchamps endete mit einem überlegenen Gesamtsieg der beiden vom Willi Kauhsen Racing Team gemeldeten Alfa Romeo T33/TT/12. Schon im Qualifikationstraining war der Rückstand der Konkurrenz auf die Alfa Romeo eklatant. Derek Bell fuhr mit einer Zeit von 3:20,400 Minuten die schnellste Rundenzeit. Der beste Nicht-Alfa-Romeo war der Porsche 908/3 von Herbert Müller und Leo Kinnunen, der um 16 Sekunden langsamer war. Im Porsche-Team von Hermann Dannesberger war es zu einem Fahrerwechsel gekommen. Nach einem Streit mit Herbert Müller musste Gijs van Lennep nach dem 1000-km-Rennen von Monza das Team verlassen. Neuer Teampartner von Müller wurde Leo Kinnunen.
Da starker Regen und heftige Windböen am Renntag erwartet wurden, verkürzte der Veranstalter die Distanz von 1000 auf 750 Kilometer. Die Gesamtwertung gewannen Henri Pescarolo und Derek Bell vor den Teamkollegen Jacky Ickx und Arturo Merzario.

## Ergebnisse

### Schlussklassement
| 1               | S 3.0 | 2  | Willi Kauhsen Racing Team    | Henri Pescarolo Derek Bell                         | Alfa Romeo T33/TT/12 | 54 |
| 2               | S 3.0 | 1  | Willi Kauhsen Racing Team    | Jacky Ickx Arturo Merzario                         | Alfa Romeo T33/TT/12 | 53 |
| 3               | T     | 60 | BMW Faltz Alpina Essen       | Alain Peltier Siegfried Müller senior              | BMW 3.0 CSL          | 49 |
| 4               | GT    | 42 | Porsche Club Romand          | Claude Haldi Bernard Béguin                        | Porsche Carrera RSR  | 48 |
| 5               | GT    | 43 | Ecurie Buchet                | Claude Ballot-Léna Jean-Claude Andruet             | Porsche Carrera RSR  | 48 |
| 6               | GT    | 41 | Tebernum Porsche Racing Team | Clemens Schickentanz Hartwig Bertrams Reine Wisell | Porsche Carrera RSR  | 48 |
| 7               | S 3.0 | 6  | Scuderia Nettuno Ovoro       | Jürgen Barth Mario Casoni Reinhold Joest           | Porsche 908/3        | 48 |
| 8               | GT    | 40 | Tebernum Porsche Racing Team | Hartwig Bertrams Reine Wisell                      | Porsche Carrera RSR  | 47 |
| 9               | GT    | 45 | Gelo Racing Team             | Toine Hezemans Tim Schenken John Fitzpatrick       | Porsche Carrera RSR  | 47 |
| 10              | S 2.0 | 34 | Peter Smith                  | Peter Smith John Turner                            | Chevron B23          | 46 |
| 11              | GT    | 44 | Gelo Racing Team             | John Fitzpatrick Manfred Schurti Tim Schenken      | Porsche Carrera RSR  | 45 |
| 12              | S 3.0 | 7  | Automobiles Ligier Gitanes   | François Migault Jean-Louis Lafosse                | Ligier JS2           | 45 |
| 13              | S 2.0 | 21 | Dorset Racing                | Claude Crespin Ian Bracey                          | Lola T294            | 44 |
| 14              | S 2.0 | 22 | KVG Racing                   | Ian Grob John Hine                                 | Chevron B31          | 42 |
| 15              | S 2.0 | 29 | Ray’s Racing                 | Richard Scott Nigel Clarkson                       | Lola T294            | 42 |
| 16              | T     | 63 | Shark Team                   | Jean-Claude Guérie Dominique Fornage               | Ford Capri RS        | 42 |
| Ausgefallen     |       |    |                              |                                                    |                      |    |
| 17              | S 3.0 | 4  | Dr. H. Dannesberger          | Herbert Müller Leo Kinnunen                        | Porsche 908/3        | 24 |
| 18              | S 2.0 | 23 | Team Fisons                  | Martin Raymond Tony Goodwin                        | Lola T390            | 15 |
| 19              | S 2.0 | 33 | Stuart Chubb                 | Alan Jones John Sheldon                            | Lola T294            | 15 |
| 20              | S 3.0 | 8  | Jolly Club                   | Giorgio Pianta Duilio Truffo                       | Lola T282            | 13 |
| 21              | S 3.0 | 5  | Scuderia Nettuno Ovoro       | Reinhold Joest Mario Casoni                        | Porsche 908/3        | 3  |
| 22              | S 2.0 | 26 | Robin Smith                  | Robin Smith Richard Robarts                        | Chevron B23          | 3  |
| 23              | S 2.0 | 32 | Tony Charnell                | Tony Charnell Andrew Jeffrey                       | Chevron B23          | 2  |
| 24              | S 3.0 | 10 | Chappée R.T.S.               | Christine Beckers Willy Braillard                  | Lola T284            | 1  |
| 25              | S 2.0 | 20 | March Engineering            | John Lepp Teddy Pilette                            | March 75S            |    |
| 26              | S 2.0 | 24 | Roger Hire Racing            | Peter Hanson José Uriarte                          | Lola T294            |    |
| 27              | S 2.0 | 25 | Roger Heavens Racing         | Richard Lloyd Oscar Desentis                       | Lola T294            |    |
| 28              | S 2.0 | 27 | John Blanckney               | John Calvert John Blanckney                        | Chevron B23          |    |
| 29              | S 2.0 | 30 | Alroy Racing                 | Rupert Keegan Colin Andrews                        | March 75S            |    |
| 30              | S 2.0 | 31 | Alroy Racing                 | Antônio Castro Prado Roy Johnson                   | March 75S            |    |
| 31              | GT    | 46 | Kuberol Racing               | Bengt Ekberg Kurt Simonsen                         | Porsche Carrera RSR  |    |
| 32              | GT    | 52 | Guy Verrier                  | Jean-Robert Corthay Georges Morand                 | Porsche Carrera RSR  |    |
| Nicht gestartet |       |    |                              |                                                    |                      |    |
| 33              | GT    | 49 | Team Claude Dubois           | Pierre Rubens Hermes Delbar                        | De Tomaso Pantera    | 1  |
| 34              | GT    | 50 | Jean-Louis Chateau           | Jean-Louis Chateau Gérard Cayeux                   | Porsche Carrera RSR  | 2  |
| 35              | S 3.0 | 2T | Willi Kauhsen Racing Team    | Henri Pescarolo Derek Bell                         | Alfa Romeo T33/TT/12 | 3  |

1 Motorschaden im Training
2 Motorschaden im Training
3 Trainingswagen

### Nur in der Meldeliste
Hier finden sich Teams, Fahrer und Fahrzeuge, die ursprünglich für das Rennen gemeldet waren, aber aus den unterschiedlichsten Gründen daran nicht teilnahmen.
| Pos. | Klasse | Nr. | Team                       | Fahrer                                     | Chassis              |
| ---- | ------ | --- | -------------------------- | ------------------------------------------ | -------------------- |
| 36   | S 2.0  |     |                            | Alan Jones                                 | March                |
| 37   | S 2.0  |     | Trevor Twaites             | Peter Smith Trevor Twaites                 | Chevron B23          |
| 38   | GT     |     |                            | Walter Nussbaumer Noël van Assche          | Alpine A110          |
| 39   | S 2.0  |     | Pedro de Lamare            | Pedro de Lamare Antonio Neto               | March 74S            |
| 40   | S 3.0  |     | Alpine-Renault             |                                            | Alpine-Renault A442  |
| 41   | S 3.0  |     | Austria Sportscar          | Walter Penker Günther Egermann             | KMW SP30             |
| 42   | T      |     | Jean-Claude Aubriet        | Jean-Claude Aubriet Jean-Claude Depince    | BMW 3.0 CSL          |
| 43   | GT     |     | Angelo Pallavicini         | Marco Vanoli Angelo Pallavicini            | Porsche Carrera RSR  |
| 44   | S 2.0  |     | Alroy Racing               | Mike Beuttler Alan Stubbs                  | March 75S            |
| 45   | S 2.0  |     | Charles Graemiger          | Reine Wisell John Burton                   | Cheetah G501         |
| 46   | S 3.0  |     | Automobiles Ligier Gitanes | Jean-Pierre Jarier                         | Ligier JS2           |
| 47   | T      |     |                            | Jean-Jacques Feider Jean-Pierre Reu        | BMW 3.0 CSL          |
| 48   | GT     |     | Louis Meznarie             | Hubert Striebig                            | Porsche Carrera RSR  |
| 49   | S 3.0  |     | Roger Heavens Racing       | Manrico Zanuso Hervé LeGuellec             | Lola T294            |
| 50   | S 3.0  |     | Alain de Cadenet           | Hughes de Fierlant Chris Craft Guy Edwards | De Cadenet Lola T380 |
| 51   | S 2.0  |     |                            | Ken Costello John Caley                    | Chevron              |
| 52   | S 3.0  | 8   | Gelo Racing Team           | Tim Schenken Jochen Mass                   | Mirage GR7           |
| 53   | S 3.0  | 8   | Jolly Club                 | Giorgio Pianta Vittorio Brambilla          | Lola T380            |

### Klassensieger
| Klasse | Fahrer          | Fahrer           | Fahrzeug             | Platzierung im Gesamtklassement |
| ------ | --------------- | ---------------- | -------------------- | ------------------------------- |
| S 3.0  | Henri Pescarolo | Derek Bell       | Alfa Romeo T33/TT/12 | Gesamtsieg                      |
| S 2.0  | Peter Smith     | John Turner      | Chevron B23          | Rang 10                         |
| GT     | Claude Haldi    | Bernard Béguin   | Porsche Carrera RSR  | Rang 4                          |
| T      | Alain Peltier   | Siegfried Müller | BMW 3.0 CSL          | Rang 3                          |

### Renndaten
- Gemeldet: 53
- Gestartet: 32
- Gewertet: 16
- Rennklassen: 4
- Zuschauer: unbekannt
- Wetter am Renntag: Regen
- Streckenlänge: 14,120 km
- Fahrzeit des Siegerteams: 3:32:58,400 Stunden
- Gesamtrunden des Siegerteams: 54
- Gesamtdistanz des Siegerteams: 762,480 km
- Siegerschnitt: 214,810 km/h
- Pole Position: Derek Bell – Alfa Romeo T33/TT/12 (#2) – 3:20,400 = 253,653 km/h
- Schnellste Rennrunde: Jacky Ickx – Alfa Romeo T33/TT/12 (#1) – 3:25,050 = 247,358 km/h
- Rennserie: 5. Lauf zur Sportwagen-Weltmeisterschaft 1975